# Jetaksari (Sayung)
Jetaksari is een bestuurslaag in het regentschap Demak van de provincie Midden-Java, Indonesië. Jetaksari telt 4481 inwoners (volkstelling 2010).